# Moskosel
Moskosel is een dorp in het Zweedse deel van Lapland.
Moskosel ligt in een gebied vol met meren en rivieren. Zodra men buiten Moskosel komt bevindt men zich in een enorm uitgestrekt moeras. Naar het noorden toe is er pas weer bewoning na 110 km. Vlak ten noorden van Moskosel ligt een dubbele brug over de Pite älv (Piteälven). Een oude brug doet dienst als een soort fietspad; alles wat zwaarder is moet via de nieuwe burg, die veel hoger ligt. Als er veel regen- en smeltwater in de rivier is, dreigt de oude brug onder water te komen.
Moskosel ligt in een 3/4 cirkel rond meren; daarnaast is het omsloten door een dicht bos; een ideale plek voor toeristen die de rust willen opzoeken, willen vissen of  wildwaterkanoën. De ligplaats zorgt er echter ook voor dat Moskosel in de zomer een grote muggenbevolking heeft. In de winter is er alle gelegenheid tot wintersport; er is dan geen mug te bekennen; de temperatuur kan dan wel tot soms -30 °C dalen.
Zoals zoveel dorpen langs de Europese weg 45 heeft ook dit dorp een station aan de Inlandsbanan. In de vroege jaren heeft er een ongeluk plaatsgevonden aan het spoor; een monument herinnert daaraan. Het was nog in de tijd dat machinaal voortgedreven vervoermiddelen met argusogen bekeken werden en ze kregen hier nog gelijk ook.